# Stadtverwaltung in Zemun
Das Gebäude der Stadtverwaltung in Zemun befindet sich auf dem Platz Magistratski Trg Nr. 3 und ist ein Kulturdenkmal (unbewegliches Kulturgut).

## Geschichte
Die Stadtverwaltung in Zemun wurde 1751 gebildet erhielt im Jahr 1755 das erste Stadthaus. Dieses war ein eingeschossiges Bauwerk des Barock mit einer Mansarde, das bis zum Jahr 1832 genutzt wurde. Danach wohnten in ihm die Amtmänner der Stadtverwaltung. Im Jahr 1867 brannte es nieder. Von 1823 bis 1832 wurde neben dem alten Gebäude nach den Plänen des Erbauers Zemuns Josef Felber ein neues klassizistisches  Stadtverwaltungsgebäude errichtet, das heute noch als solches genutzt wird. Das Gebäude besteht aus Hartmaterial mit einer zwischengeschossigen Bogen-Barockkonstruktion im Erdgeschoss und einer architraven im ersten Stockwerk.

## Beschreibung
Das Gebäude ist symmetrisch aufgebaut und hat einen flachen, mittleren Risalit, der mit einem Tympanon endet. Ein Keller, ein Erdgeschoss und ein Stockwerk sind vorhanden. Die Disposition der Räume im Zweitraktschema, ist aus der Zusammensetzung und dem Inhalt der Stadtverwaltung, die in mehreren Dienstabteilungen eingeteilt war, hervorgegangen.
Das Gebäude wurde 1836 nach den Plänen, die der Stadtkanzlist Križanić unterzeichnet hat, durch den Anbau an der Stelle des ehemaligen Hauses des Miloš Urošević, erweitert. Der neu gebaute Teil hat die ursprüngliche Reinheit der klassizistischen Konzeption verändert, obwohl die Bau- und Formelemente des älteren Gebäudeteils folgerichtig wiederholt worden sind.
Die Stadtverwaltung von Zemun war bis 1871 im neuen Gebäude untergebracht. Dieses wurde dann zur Nutzung an das Gericht übergeben, das sich dort viele Jahre befand. Seit 1997 befindet sich im Gebäude der Sitz der Serbischen radikalen Partei. Der besonderen Bedeutung des Objektes für Zemun soll es gemäß der ursprünglichen Bestimmung und dem öffentlichen Charakter einer Stadtverwaltung erhalten werden und soll die Bücherei von Zemun, die im Jahr 1825 gegründet wurde, sowie die Galerie von Zemun aufnehmen.
Das Stadtverwaltungsgebäude stellt das reinste Exemplar des Klassizismus in der Architektur des Alten Kerns von Zemun dar. Es ist materieller Zeuge der Entwicklung der Gemeindeverwaltung von Zemun in ihrer Kontinuität von 1751 an.

## Außenverbindungen
- Das Register der Denkmäler SANU
- Die Stadtverwaltung von Zemun
- Der Stadtplan - Donji Grad Zemun